# Stazione di Bonferraro
Stazione di Bonferraro vasútállomás Olaszországban, Veneto régióban, Sorga településen.

## Vasútvonalak
Az állomást az alábbi vasútvonalak érintik:
- Mantova-Monselice-vasútvonal

## Kapcsolódó állomások
A vasútállomáshoz az alábbi állomások vannak a legközelebb: 
- Stazione di Castel d'Ario
- Stazione di Nogara